# چن دونگجیه
چن دونگجیه (انگلیسی: Chen Dongjie؛ زادهٔ ۱۸ آوریل ۱۹۷۰) تیرانداز اهل چین بود. وی در بازی‌های المپیک تابستانی ۱۹۹۶ حضور داشته‌است.